# Superman II
Superman II è un film del 1980 diretto da Richard Lester.
Basato sul personaggio di Superman di DC Comics, e seguito del film Superman (1978), a Superman II è poi succeduto Superman III (1983) e quindi Superman IV (1987) che chiude i film dedicati a Superman, fino all'uscita di Superman Returns (2006), che costituisce un ideale seguito di Superman II, dalle cui vicende la trama trae spunto e che tralascia completamente il terzo e il quarto capitolo della saga degli anni ottanta. Nel cast oltre a Reeve spiccano attori di gran fama come Gene Hackman, Terence Stamp, Ned Beatty, Sarah Douglas, Margot Kidder e Jack O'Halloran.
A differenza del primo film, la produzione del sequel fu tormentata da alcuni dissidi interni legati soprattutto a questioni di budget. Ne sono un esempio l'assenza di Marlon Brando e del regista Richard Donner che in questo film è sostituito da Richard Lester. Nonostante alla regia sia stato accreditato solo Lester, circa il 75% del film è stato diretto da Donner, mentre a detta dello stesso regista solo il 25% è stato girato da Lester. Il materiale girato da Donner verrà poi montato in Superman II: The Richard Donner Cut, che costituisce la versione originale del film, con un diverso montaggio voluto da Donner e distribuito direttamente in DVD.
Nel film furono introdotti poteri di cui non c'è traccia nel fumetto, come un potere di levitazione (Zod solleva con un raggio lo sceriffo della contea attaccata alla prima scena del film) e la lettera "S" che Superman si toglie dal petto per poi lanciarla contro chi lo attacca.

## Trama
Parigi vive ore di terrore a causa di un gruppo di terroristi trinceratisi nella torre Eiffel con una bomba all'idrogeno capace di distruggere l'intera città. Lois Lane si intrufola clandestinamente sotto un ascensore, con l'intento di scrivere uno scoop capace di garantirle il Premio Pulitzer.
Superman raggiunge il posto quando l'ascensore viene fatto precipitare nel vuoto dalla polizia, causando inavvertitamente l'innesco del terribile ordigno. Salvata la giornalista, l'ultimo figlio di Krypton lascia l'atmosfera del pianeta Terra e scaglia nello spazio profondo l'ascensore. L'esplosione che ne segue è spaventosamente forte; l'onda d'urto che si propaga raggiunge l'antica e ormai dimenticata zona fantasma che, proprio in quel momento, sta transitando presso la Terra. La fessura cristallina vagante per lo spazio da un tempo infinito custodisce il generale Zod, Ursa e Non, i tre famosi rivoluzionari kryptoniani che Jor-El aveva condannato di fronte al Consiglio di Governo poco prima che Krypton esplodesse. Appena l'onda d'urto la raggiunge, essa esplode tragicamente, liberando i tre pericolosi malfattori proprio in prossimità dell'orbita del pianeta Terra.
Frattanto, Lex Luthor sta scontando una condanna all'ergastolo, ma sta per progettare una fuga, a cui seguirà una vendetta contro Superman, colpevole di avergli impedito un massacro in California da cui avrebbe tratto il massimo profitto finanziario. Nella manica ha un asso: in cella, infatti, custodisce un miracoloso rilevatore di onde Alpha, capaci di intercettare gli spostamenti di Superman. Prima di andare in carcere, Luthor aveva scoperto che il kryptoniano si dirigeva costantemente a nord. Trae quindi la conclusione che l'alieno abbia un segreto che potrebbe renderlo vulnerabile.
Zod, Ursa e Non raggiungono la luna, dove sviluppano rapidamente i superpoteri ottenuti dal beneficio dei raggi del sole giallo terrestre, e massacrano barbaramente una squadra di astronauti russi e statunitensi. Equivocando con le comunicazioni spaziali, essi chiamano il pianeta Houston, e scoprono che è popolato da una civiltà rimasta tecnologicamente indietro secoli e secoli, quindi facilmente soggiogabile. Zod ordina ai due suoi compagni mutanti pertanto di raggiungerlo, poiché finalmente otterranno lì quanto su Krypton non ottennero mai: un regno tutto per loro.
Luthor, con l'intercettatore Alpha, raggiunge il Polo Nord e penetra nella Fortezza della solitudine, dove accede alla conoscenza kryptoniana e curiosa nelle registrazioni ataviche contenute nei cristalli. Scopre così che Superman aveva un padre di nome Jor-El, che un giorno aveva sfoggiato tutta la sua autorità imprigionando tre pericolosi ribelli in una fessura spazio-temporale anomala, da cui c'era comunque una possibilità di fuga.
In quei giorni, Clark Kent e Lois Lane raggiungono le cascate del Niagara, sotto copertura, incaricati di svelare ai rotocalchi tutti i retroscena di una serie di truffe matrimoniali. Inaspettatamente, Lois scopre attraverso un banale incidente domestico che Clark, l'amico imbranato e pacioccone, timido e fifone, altri non è che Superman. Insieme, i due volano fino alla Fortezza della Solitudine, dove l'ultimo figlio di Krypton le racconta la grandezza della civiltà da cui nacque e il modo in cui, anni prima, il cristallo verde lo aveva condotto fino al luogo dove la Fortezza si erge con fierezza. In poche ore, dopo aver consultato la madre Lara, Kal-El si espone in una camera di cristallo ai raggi rossi sintetici del sole di Krypton, i quali lo privano dei suoi superpoteri: ora può finalmente dedicarsi a Lois. Insieme raggiungono un piccolo pub sulla strada per mangiare qualcosa e Clark, ormai privo dei suoi poteri, viene picchiato da Rocky, un cliente abituale del locale molto violento; Clark vede così per la prima volta il suo sangue. Ma non è affatto il momento adatto: i tre malfattori kryptoniani arrivano sulla Terra, e radono al suolo uno sconosciuto paese di provincia, brutalizzando un commando dell'esercito degli Stati Uniti. Giunti alla Casa Bianca, i tre convincono il Presidente degli Stati Uniti a cedere loro il comando dell'intero pianeta.
Superman è costretto quindi a riattivare la tecnologia della Fortezza, e a riprendersi i poteri. Luthor, invece, raggiunge Zod e lo informa che sa come raggiungere il figlio di Jor El, offrendogli la possibilità di vendetta. I tre kryptoniani raggiungono il Daily Planet e ne distruggono l'edificio, prendendo in ostaggio Lois. Superman raggiunge in volo il posto, e tra i quattro superalieni scoppia una battaglia tremenda che rischia di distruggere prima l'intera Metropolis, e poi un'autobotte ESSEX OIL COMPANY, anche se in quel caso sarà il soffio congelante di Superman ad impedire l'esplosione. In piena lotta, Superman scappa inspiegabilmente. Presa Lois come debole e sventurata prigioniera, i tre loschi individui lo inseguono fino alla Fortezza della Solitudine, dove lo affrontano in un secondo e più arduo combattimento.
Superman, stavolta, ha la meglio: nel frattempo, infatti, i raggi sintetici del sole rosso di Krypton sono stati sprigionati al di fuori della cella di cristallo, e il figlio di Jor-El si salva facendo credere loro che ne sarebbe stato vittima solo lui, al suo interno. Caduti fatalmente i tre malvagi e feroci criminali in un crepaccio, Lois e Superman riconsegnano Lex Luthor al carcere.
Lois non è affatto felice, anzi, è affranta nel sapere che l'uomo che ama non potrà mai essere veramente suo, ma Clark le fa dimenticare il segreto della sua duplice identità dandole un bacio.
Lois torna a ritenere Clark come un ragazzo semplice, bonario e, a volte, persino un po' goffo, mentre in Superman continua a vedere il grande amore della sua vita. Clark torna nel locale per incontrare Rocky, il violento cliente che lo aveva picchiato quando era un uomo normale, e gli impartisce una piccola lezione scaraventandolo su un flipper, dopo che da solo Rocky si era fatto male alla mano colpendo Clark allo stomaco, pensando di metterlo di nuovo K.O., senza sapere che Clark era ritornato ad essere Superman.

## Produzione
L'idea di Superman II nacque contemporaneamente a quella del primo Superman. Ilya Salkind, infatti, aveva intenzione di girare contemporaneamente due film sull'uomo d'acciaio a partire dal 1974, anno in cui la Warner Bros. comprò i diritti del personaggio dalla DC comics. Le riprese iniziarono praticamente in contemporanea con quelle del primo film e proprio per questo il cast rimase pressoché invariato. Christopher Reeve venne confermato, così come Margot Kidder, Gene Hackman, Susannah York e Terence Stamp. Per un breve periodo, il set del sequel fu interrotto, in modo che Donner potesse concentrarsi sul primo film.
Nella prima versione della sceneggiatura, si era immaginato che la distruzione della zona fantasma fosse dovuta all'esplosione di uno dei due missili nucleari usati da Lex Luthor nel film Superman.

### L'esclusione di Donner e Brando
Contrariamente agli altri attori apparsi nel primo film, Marlon Brando non venne confermato nuovamente nel seguito a causa dei disaccordi con i produttori, i quali non erano molto propensi a pagare un compenso così alto (11,75%) come quello del primo film. Inoltre considerando anche il fatto che Marlon Brando aveva intentato una causa contro la loro società per costringerli a pagare, i due produttori decisero che era meglio evitare di utilizzare le scene con Marlon anche nel sequel, per evitare ulteriori incidenti giudiziari. Proprio per questo, al posto di Brando, nel film compare Susannah York, interprete di Lara, madre naturale di Superman, nel ruolo di "voce spirituale" del figlio.
Per quanto riguarda il regista ci furono dei contrasti con Salkind, soprattutto per questioni di soldi e di tempi di realizzazione. Per questo motivo, quando il primo film venne riconosciuto come successo e si poté passare alla produzione del seguito, Donner venne semplicemente licenziato, senza essere direttamente avvertito dai due produttori. Al suo posto subentrò Richard Lester, nonostante Donner avesse già girato il 75% delle scene. Donner non parla volentieri di questa esperienza, definendo addirittura ogni singola scena diretta dal suo sostituto come «una pugnalata nel cuore».

### Cast tecnico
Gli effetti visivi, che già avevano valso al primo film un premio Oscar, vennero quasi interamente riconfermati per questo secondo episodio, approfittando anche del fatto che, essendo buona parte del film girata insieme al primo, si potevano usare le stesse apparecchiature per entrambe le pellicole contemporaneamente.
John Williams non fu confermato nella composizione della colonna sonora, a causa di precedenti impegni legati alla produzione de L'Impero colpisce ancora e de I predatori dell'arca perduta. Venne assunto così un compositore britannico, Ken Thorne, buon amico del nuovo regista Richard Lester e raccomandato dallo stesso Williams. Sempre per riutilizzare senza limiti quella originariamente composta dal poliedrico compositore di New York. La sezione musicale di Superman II, però, dovette far fronte a un altro problema, sempre causato da fattori economici. L'orchestra fornita a Ken Thorne fu notevolmente ridotta e questo influì sulla resa dei pezzi originali di Williams, che realizzò il suo lavoro in condizioni ben migliori. Il risultato di Thorne fu ugualmente notevole, ma i cultori di musica con l'orecchio ben allenato non potranno fare a meno di notare le profonde differenze tra i due lavori.

## Distribuzione
(Lo slogan pubblicitario del film)
Per il lancio del film la Warner Bros. ha distribuito la pellicola dapprima in Sudafrica e in altre parti del mondo, ed è giunta nelle sale cinematografiche americane soltanto nel giugno del 1981.

## Accoglienza

### Incasso
Negli Stati Uniti, Superman II incassò $108,185,706, diventando il terzo film campione di incassi del 1981. Globalmente il film ha incassato 190,4 milioni di Dollari. Ha ottenuto anche un Academy of Science Fiction, Fantasy and Horror Films nello stesso anno.

### Critica
Da parte degli aggregatori di recensioni, Superman II ha ottenuto un punteggio di 83 su 100 su Metacritic da 16 recensioni e dell'88% per Rotten Tomatoes, con una media di 7,6/10 basata su 112 recensioni. La critica rimase profondamente colpita dalla trama di questo sequel, e lo giudicò perfino migliore del primo film.
Superman II è stato segnalato tra i migliori film in diverse classifiche; ad esempio l'interpretazione del Generale Zod si è classificata al trentaduesimo posto tra i 50 Greatest Villains of All Time ("50 migliori cattivi di tutti i tempi"), battendo così anche Lex Luthor che si trovava al 38º posto. Il sito IGN, invece, ha posizionato il Generale Zod al n. 30 nel sondaggio 'Top 50 Comic Book Villains'.

## Riconoscimenti
- 1982 – Saturn Award
  - Miglior film di fantascienza
  - Candidatura come miglior attore a Christopher Reeve
  - Candidatura come miglior attrice a Margot Kidder
  - Candidatura come miglior colonna sonora a Ken Thorne
- 1982 – People's Choice Awards
  - Candidatura come film preferito

- 2007 – Saturn Award
  - Miglior edizione speciale DVD/Blu-ray
- 2012 – Saturn Award
  - Candidatura come miglior collezione DVD/Blu-ray

## Director's cut

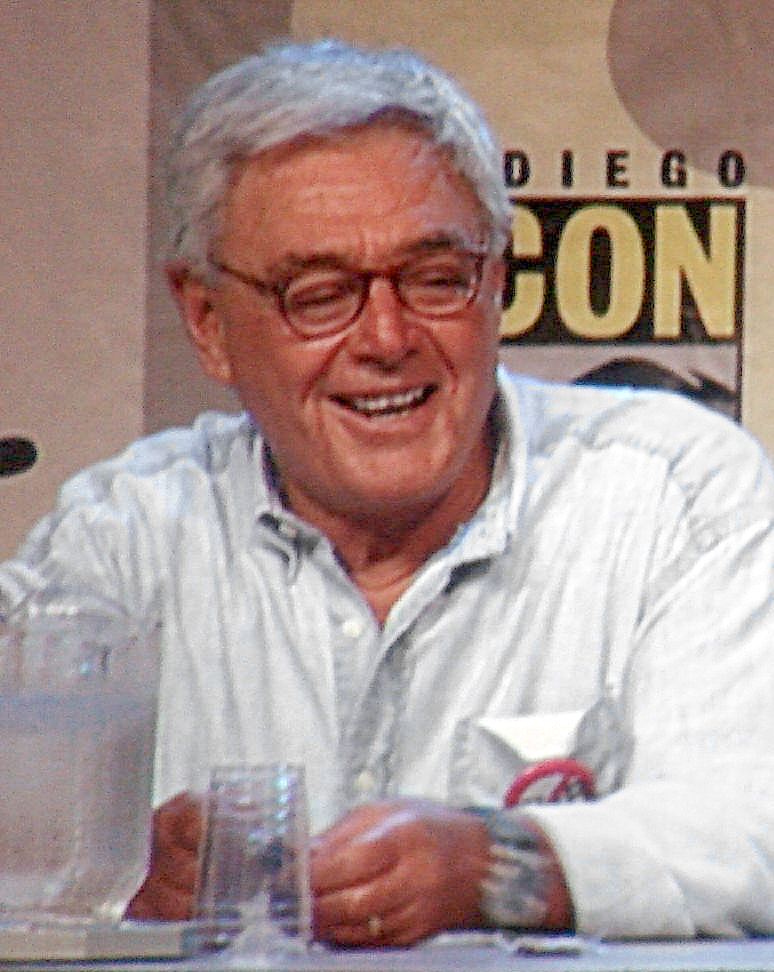
Richard Donner.

Superman II - The Richard Donner Cut costituisce la versione originale del film, con un diverso montaggio voluto dal regista Richard Donner, dal consulente creativo Tom Mankiewicz (che aveva già scritto il primo film) e da Michael Thau, e uscita direttamente in DVD accompagnando la versione ufficiale. La director's cut di Donner è stata montata e completata recentemente, sostituendo le scene girate da Susannah York con quelle interpretate da Marlon Brando. Il film è uscito esclusivamente per il mercato DVD con il titolo Superman II: The Richard Donner Cut. Questa edizione è stata distribuita nel 2006 in Italia, in lingua originale e sottotitolata in italiano, in un cofanetto DVD insieme con la versione ufficiale di Richard Lester. Il film è dedicato alla memoria di Christopher Reeve, «senza il quale non avremmo mai creduto che un uomo potesse volare».

### Scene aggiuntive della versione di Donner
- Viene reinserita la scena in cui Jor-El condanna il Generale Zod, Ursa e Non nella zona fantasma.
- Il Generale Zod, Ursa e Non assistono alla distruzione di Krypton e alla partenza di Kal-El per la Terra.
- Il Generale Zod, Ursa e Non vengono portati e imprigionati nella zona fantasma.
- Il Generale Zod, Ursa e Non vagano senza meta nello spazio.
- La zona fantasma viene distrutta da uno dei due missili nucleari usati da Lex Luthor nel primo film, liberando così il Generale Zod, Ursa e Non che si dirigono verso la Luna.[10]
- Lois, vedendo una foto di Superman da vicino, capisce che l'Uomo d'Acciaio è Clark Kent.
- Perry White affida a Lois e Clark un incarico sotto copertura alla Cascate del Niagara per svelare ai rotocalchi tutti i retroscena di una serie di truffe matrimoniali.
- Lois si butta dal palazzo del Daily Planet per testare la sua ipotesi, ma Clark riesce a salvarla senza trasformarsi in Superman.
- Dopo essere scappato di prigione, Lex e la signorina Teschmacher discutono su dove si trovi il nord.
- Il discorso tra Lex Luthor e la signorina Teschmacher prima di entrare nella fortezza della solitudine.
- Lex Luthor scopre, attraverso lo spirito di Jor-El, dell'esistenza di tre entità malvagie provenienti da Krypton.
- Nella camera matrimoniale, Lois spara a Clark e capisce che lui è Superman.
- Superman si toglie i poteri, nonostante suo padre Jor-El sia contrario.
- Il Generale Zod spara ai militari durante l'attacco alla Casa Bianca.
- Clark ritorna nella fortezza della solitudine e riacquista i poteri grazie all'intervento di suo padre che sparisce per sempre.
- Versione alternativa della scena finale dello scontro tra Superman e i tre kryptoniani.
- Superman distrugge la fortezza della solitudine.
- Lois scrive l'articolo sulla vittoria di Superman.
- Lois, come il resto del mondo, scorda gli avvenimenti narrati nel film esattamente come avviene nel precedente, quando Superman cambia la rotazione della Terra, facendo tornare indietro il tempo.[23]

### Scene presenti nella versione di Lester (eliminate da Donner)
- Lex Luthor fugge per la seconda volta dalla prigione grazie all'intervento della signorina Teschmacher.[24]
- La scena ambientata a Parigi dove Superman salva Lois e getta la bomba dei terroristi nello spazio.
- Lois e Clark che entrano nella camera matrimoniale.
- Le scene con Susannah York.
- Le scene del combattimento tra Superman e i tre kryptoniani nella fortezza della solitudine.
- Lois dimentica gli avvenimenti precedenti, compreso il fatto di aver giaciuto con Kal-El, grazie a un bacio che Clark le dà per evitare di farle sopportare l'immane peso della sua identità segreta.

### Promozione e critica
Il 20 settembre 2006, la Warner Bros. ha presentato il trailer ufficiale in "Superman Collection DVD box set", che comprende un'anteprima dei filmati di Superman II: The Richard Donner Cut. Il 21 novembre 2006, la Warner Bros. ha presentato il trailer in Superman Ultimate Collection DVD box set.
Alla prima del film erano presenti oltre al regista Richard Donner e al produttore Ilya Salkind anche alcuni membri del cast originario. Dopo la proiezione, Richard Donner, Tom Mankiewicz, Margot Kidder, Sarah Douglas e altri membri del cast membri hanno cenato insieme. I biglietti per il film sono andati alla Christopher and Dana Reeve Foundation.
Da parte degli aggregatori di recensioni, il film ha ottenuto un punteggio positivo di 90% per Rotten Tomatoes contro l'88% del film originale.